# Alcalatén
Alcalatén Spanyolországban, Valencia Castellón tartományában található comarca. Alcalatén Alt Maestrat, Alto Mijares, Plana Alta és Plana Baixa comarcákkal határos. Lakosainak száma 14 131 fő (2024).

## Földrajza
Alcalatén észak felől Alt Maestrat comarcával és Teruel tartománnyal határos. Kelet felől a Plana Alta-val szomszédos, délről a Plana Baja comarcával. Nyugatról pedig az Alto Mijares comarca és a Teruel tartomány határolja.
Alcalatén területe jelentős részét a Sistema Iberico (hegység) teszi ki. A comarca legmagasabb pontja a Peñagolosa (1814 m), melyet a következő települések határolnak: Chodos, Vistabella del Maestrazgo, és Villahermosa del Río.

## Etimológia
A régió neve arab eredetű, jelentése „a két vár”. A két vár egyike kétségtelenül a Castillo de Alcalatén míg a másik valószínűleg a Castillo de Urrea, viszont ezt nem tudni biztosan.

## Nyelve
Alcalatén-ban valenciai nyelven, illetve spanyolul beszélnek.

## Önkormányzatai
Az alábbi adatok az "INE" (Instituto Nacional de Estadística (España)) 2016. január 1-jei feljegyzése alapján kerültek fel.
| Önkormányzat              | Lakosság | Területe (km²) | Népsűrűség |
| ------------------------- | -------- | -------------- | ---------- |
| Alcora                    | 10.535   | 94,90          | 111,01     |
| Lucena del Cid            | 1.372    | 137,04         | 10,01      |
| Adzaneta                  | 1.286    | 71,16          | 18,07      |
| Useras                    | 994      | 80,70          | 12,32      |
| Costur                    | 543      | 21,90          | 24,79      |
| Figueroles                | 542      | 12,10          | 44,79      |
| Vistabella del Maestrazgo | 364      | 151            | 2,41       |
| Benafigos                 | 160      | 35,60          | 4,49       |
| Chodos                    | 117      | 44,30          | 2,64       |